# Радоиња
Радоиња је насеље у Србији у општини Нова Варош у Златиборском округу. Према попису из 2022. било је 424 становника.
Овде се налази ОШ „Гојко Друловић”.

## Историја
Место Радоиња у области доњег тока Увца, се помиње 1388. године, под господаром кнеза Лазара.
Након 1470. године у Новопазарском кадилуку (Вилајету) јављају се нове нахије, издвајањем делова старих. Једна од нахија које су тада постале је и Радохна. Нахија Радохна је у Старом Влаху од 15. до 17. века имала повластице и неку врсту аутономије у оквиру турске царевине, какву нису имале остале окупиране земље и области. Ова повластица понајвише је везана за име и дело старовлашких кнезова Рашковића, који су, по успостављању турске власти, постали бератлијски наследни кнезови са потпуном самoуправом. Они су, са другим имућним породицама, много допринели укупном развоју нововарошког краја.
Касније, крајем 16. века је нахија Радохна из Брвеничког кадилука издвојена и заједно са још неколико придодата новом кадилуку Стари Влах.
Жупа Радохна је 1516. године имала 29 влашких села. Село Горња Радохна је имало 38, а Доња Радохна 37 кућа. Ова два села су заједно у 17. веку имала преко 100 домаћинстава.
У двадесетом веку у селу поред староседелаца има и насељеника из Херцеговине, Црне Горе и Косова и Метохије.
По народном предању где је село био је "грчки град". У околини су на више места пронађени римски споменици. Учитељ из месне школе је открио храм римског бога Јупитера.

## Демографија
У насељу Радоиња живи 554 пунолетна становника, а просечна старост становништва износи 44,6 година (43,7 код мушкараца и 45,5 код жена). У насељу има 217 домаћинстава, а просечан број чланова по домаћинству је 3,18.
Ово насеље је великим делом насељено Србима (према попису из 2002. године), а у последња три пописа, примећен је пад у броју становника.
|  |

| Демографија | Демографија | Демографија |
| Година      | Становника  | Становника  |
| ----------- | ----------- | ----------- |
| 1948.       | 880         |             |
| 1953.       | 981         |             |
| 1961.       | 1.408       |             |
| 1971.       | 969         |             |
| 1981.       | 875         |             |
| 1991.       | 801         | 794         |
| 2002.       | 690         | 691         |

| Етнички састав према попису из 2002.‍ | Етнички састав према попису из 2002.‍ | Етнички састав према попису из 2002.‍ | Етнички састав према попису из 2002.‍ | Етнички састав према попису из 2002.‍ |
| ------------------------------------ | ------------------------------------ | ------------------------------------ | ------------------------------------ | ------------------------------------ |
|                                      |                                      |                                      |                                      |                                      |
| Срби                                 | Срби                                 |                                      | 678                                  | 98,26%                               |
| Црногорци                            | Црногорци                            |                                      | 9                                    | 1,30%                                |
| Словенци                             | Словенци                             |                                      | 1                                    | 0,14%                                |
| непознато                            | непознато                            |                                      | 1                                    | 0,14%                                |

| \| \| м \| \| \| ж \| \| ? \| 0 \| \| \| 2 \| \| 80+ \| 12 \| \| \| 9 \| \| 75—79 \| 11 \| \| \| 22 \| \| 70—74 \| 33 \| \| \| 31 \| \| 65—69 \| 29 \| \| \| 33 \| \| 60—64 \| 19 \| \| \| 27 \| \| 55—59 \| 20 \| \| \| 15 \| \| 50—54 \| 21 \| \| \| 22 \| \| 45—49 \| 32 \| \| \| 22 \| \| 40—44 \| 27 \| \| \| 21 \| \| 35—39 \| 26 \| \| \| 17 \| \| 30—34 \| 10 \| \| \| 22 \| \| 25—29 \| 14 \| \| \| 16 \| \| 20—24 \| 12 \| \| \| 14 \| \| 15—19 \| 25 \| \| \| 17 \| \| 10—14 \| 16 \| \| \| 33 \| \| 5—9 \| 21 \| \| \| 16 \| \| 0—4 \| 18 \| \| \| 5 \| \| Просек : \| 43,7 \| \| \| 45,5 \| |      |  |  |      |
| |      |  |  |      |
| | м    |  |  | ж    |
| ? | 0    |  |  | 2    |
| 80+ | 12   |  |  | 9    |
| 75—79 | 11   |  |  | 22   |
| 70—74 | 33   |  |  | 31   |
| 65—69 | 29   |  |  | 33   |
| 60—64 | 19   |  |  | 27   |
| 55—59 | 20   |  |  | 15   |
| 50—54 | 21   |  |  | 22   |
| 45—49 | 32   |  |  | 22   |
| 40—44 | 27   |  |  | 21   |
| 35—39 | 26   |  |  | 17   |
| 30—34 | 10   |  |  | 22   |
| 25—29 | 14   |  |  | 16   |
| 20—24 | 12   |  |  | 14   |
| 15—19 | 25   |  |  | 17   |
| 10—14 | 16   |  |  | 33   |
| 5—9 | 21   |  |  | 16   |
| 0—4 | 18   |  |  | 5    |
| Просек : | 43,7 |  |  | 45,5 |

| Година пописа     | 1948. | 1953. | 1961. | 1971. | 1981. | 1991. | 2002. |
| ----------------- | ----- | ----- | ----- | ----- | ----- | ----- | ----- |
| Број домаћинстава | 142   | 152   | 293   | 203   | 224   | 238   | 217   |

| Број чланова      | 1  | 2  | 3  | 4  | 5  | 6  | 7 | 8 | 9 | 10 и више | Просек |
| ----------------- | -- | -- | -- | -- | -- | -- | - | - | - | --------- | ------ |
| Број домаћинстава | 44 | 64 | 22 | 33 | 19 | 24 | 7 | 4 | 0 | 0         | 3,18   |

| Пол    | Укупно | Неожењен/Неудата | Ожењен/Удата | Удовац/Удовица | Разведен/Разведена | Непознато |
| ------ | ------ | ---------------- | ------------ | -------------- | ------------------ | --------- |
| Мушки  | 291    | 70               | 189          | 29             | 3                  | 0         |
| Женски | 290    | 42               | 192          | 49             | 7                  | 0         |
| УКУПНО | 581    | 112              | 381          | 78             | 10                 | 0         |

| Пол    | Укупно                    | Пољопривреда, лов и шумарство | Рибарство                            | Вађење руде и камена | Прерађивачка индустрија       |
| ------ | ------------------------- | ----------------------------- | ------------------------------------ | -------------------- | ----------------------------- |
| Мушки  | 108                       | 11                            | 0                                    | 0                    | 52                            |
| Женски | 59                        | 9                             | 0                                    | 0                    | 32                            |
| Укупно | 167                       | 20                            | 0                                    | 0                    | 84                            |
|        |                           |                               |                                      |                      |                               |
| Пол    | Производња и снабдевање   | Грађевинарство                | Трговина                             | Хотели и ресторани   | Саобраћај, складиштење и везе |
| Мушки  | 9                         | 7                             | 6                                    | 2                    | 6                             |
| Женски | 1                         | 0                             | 3                                    | 2                    | 0                             |
| Укупно | 10                        | 7                             | 9                                    | 4                    | 6                             |
|        |                           |                               |                                      |                      |                               |
| Пол    | Финансијско посредовање   | Некретнине                    | Државна управа и одбрана             | Образовање           | Здравствени и социјални рад   |
| Мушки  | 0                         | 0                             | 6                                    | 9                    | 0                             |
| Женски | 0                         | 0                             | 0                                    | 7                    | 4                             |
| Укупно | 0                         | 0                             | 6                                    | 16                   | 4                             |
|        |                           |                               |                                      |                      |                               |
| Пол    | Остале услужне активности | Приватна домаћинства          | Екстериторијалне организације и тела | Непознато            | Непознато                     |
| Мушки  | 0                         | 0                             | 0                                    | 0                    | 0                             |
| Женски | 1                         | 0                             | 0                                    | 0                    | 0                             |
| Укупно | 1                         | 0                             | 0                                    | 0                    | 0                             |

## Галерија
- Црква у Радоињи
- ОШ „Гојко Друловић” Радоиња
- Типична сеоска кућа
- Земљорадничка задруга